# الاتحاد العربي للبيولوجيا السريرية
الاتحاد العربي للبيولوجيا السريرية (اختصارًا AFCB) هو اتحادٌ عربيٌ تأسس في مصر عام 1974، ويُدار عبر مجلسٍ تنفيذي يُنتخب بشكلٍ دوريٍ كل 3 سنوات. ويُعد اتحادًا من الجمعيات والنقابات والهيئات التي تُمثل المتخصصين في مجال الصحة وعلم المختبرات السريرية، وذلك في المؤسسات العلمية والتعليمية والمختبرات الطبية للتشخيص والبحوث في القطاعين الخاص والعام في الوطن العربي. يُعد الاتحاد العربي للبيولوجيا السريرية عضوًا في الاتحاد الدولي للكيمياء السريرية والطب المخبري.

## التاريخ
تأسس الاتحاد العربي للبيولوجيا السريرية في مصر عام 1974 وكان يضم أربع دولٍ وهي مصر وسوريا والمغرب والكويت. وفي عام 1991 انضمت الأردن وتونس والجزائر إلى الاتحاد، أما لبنان انضمت عام 1994، وفلسطين والسودان عام 1997، واليمن عام 2000. أما السعودية انضمت عام 2018.
يتكونُ الاتحاد العربي للبيولوجيا السريرية حاليًا من 12 دولة عربية، وهي الجزائر، مصر، الأردن، لبنان، ليبيا، المغرب، فلسطين، السعودية، السودان، سوريا، تونس، اليمن. نظم الاتحاد العربي للبيولوجيا السريرية 15 مؤتمرًا منذ عام 1974 في: مصر (1974، 1980، 1986، 1988)، وسوريا (1979، 1994، 2006)، وتونس (1991، 2004)، والأردن (1997)، والمغرب (2000، 2012)، ولبنان (2009)، والسودان (2015)، فلسطين (2018). ومن المُقرر عقد المؤتمر السادس عشر في لبنان عام 2021.

## رؤساء الاتحاد
يُنتخب المجلس التنفيدي للاتحاد بشكلٍ دوريٍ كل 3 سنوات، ويُنتخب من ضمن المجلس رئيس الاتحاد.
| الفترة       | رئيس الاتحاد       | الدولة  |
| ------------ | ------------------ | ------- |
| 2018 - حاليًا | أسامة النجار       | فلسطين  |
| 2015 - 2018  | كامل حسن           | السودان |
| 2012 - 2015  | شبراوي العياشي     | المغرب  |
| 2009 - 2012  | عماد عيتاني        | لبنان   |
| 2006 - 2009  | فؤاد حرب           | سوريا   |
| 2004 - 2006  | عبد الرزاق الهذيلي | تونس    |